# George Farquhar

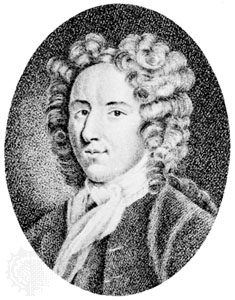
George Farquhar

George Farquhar ([ˈdʒɔːɹdʒ ˈfɑːkə]; * ca. 1677 in Derry; † 29. April 1707 in London) war ein irischer Dramatiker. Er war ein Vertreter der Restaurationskomödie.

## Leben
Farquhar studierte am Trinity College in Dublin und wurde dort Schauspieler am Smock Alley Theatre. Er beendete sein Wirken auf der Bühne, nachdem er versehentlich einen Kollegen verletzt hatte, und verlegte sich aufs Stückeschreiben. Er kam 1697 ans Londoner Theatre Royal Drury Lane, wo 1698 sein erstes Stück, Love and a Bottle, aufgeführt wurde. Sein zweites Stück A Constant Couple begründete seinen Ruhm und blieb das 18. Jahrhundert über populär. Seine Tätigkeit 1704 und 1705 als Werbeoffizier in der Region Shropshire verarbeitete er in seinem Stück The Recruiting Officer, das Benno Besson 1955 als Pauken und Trompeten im Berliner Ensemble auf die Bühne brachte. Farquhar starb als armer Mann.
Farquhars Stärke liegt in der humorvollen Zeichnung des einfachen Lebens. Seine durch leichten Humor und Realismus ausgezeichneten Stücke haben satirische Elemente und über das in der Restaurationskomödie übliche Maß hinaus besitzen seine Bühnenwerke Gefühlstiefe und Vielfalt der Handlung.

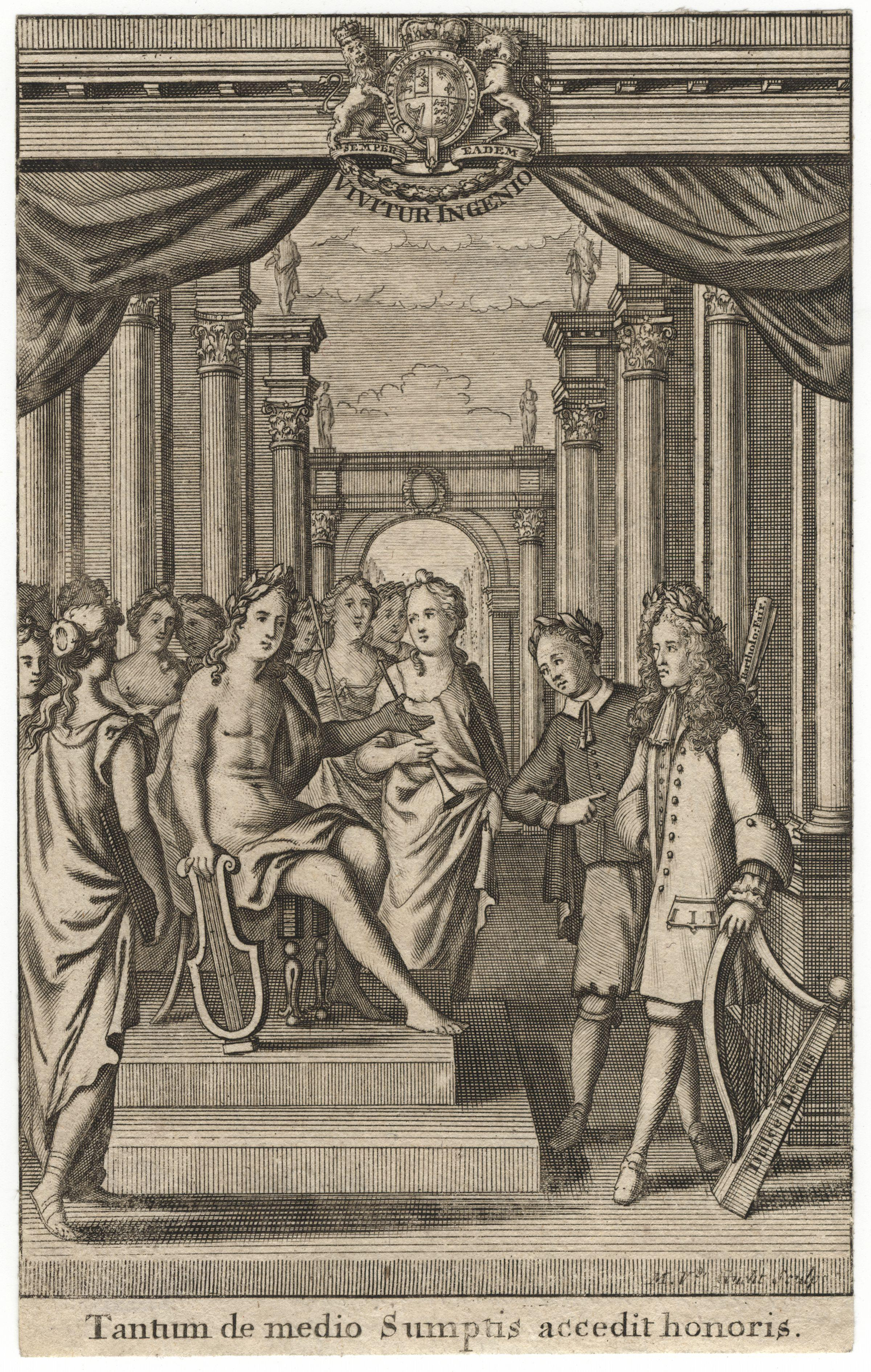
George Farquhar, Michiel van der Gucht, 1711

## Werke
- Love and a Bottle (1698)
- The Adventures of Covent-Garden (1699)
- A Constant Couple, or A Trip to the Jubilee (1699)
- Love and Business (1701)
- Sir Harry Wildair (1701, Fortsetzung von A Cosntant Couple)
- The Inconstant, or The Way to Win Him (1702)
- The Twin-Rivals (1702)
- The Stage-Coach (mit Peter Anthony Motteux, 1704)
- Der Werbeoffizier (The Recruiting Officer, 1706) – Beinhaltet das traditionelle Lied Over the Hills and Far Away
- Galante Listen; auch: Liebes-Schlachten-Lenker (The Beaux’ Stratagem, 1707)